# Clayton Sampaio
Clayton Sampaio Pereira (Santos, 4 aprile 2000) è un calciatore brasiliano, difensore dell'Internacional.

## Carriera
Clayton ha iniziato la sua carriera calcistica nel settore giovanile del Santos, per poi passare nel gennaio del 2019 all'EC São Bernardo. Sei mesi più tardi è passato in prestito al Famalicão dove ha trascorso una stagione con l'Under-23.
Il 18 agosto 2020 è tornato in Portogallo in prestito al Felgueiras 1932 nel Campeonato de Portugal e l'anno successivo con la stessa formula è andato al Real SC in Liga 3. Il 9 luglio 2022, sempre in prestito, è passato al Nacional dove ha giocato per la prima volta in Segunda Liga.
Il 6 luglio 2023 è stato acquistato a titolo definitivo dall'AVS, dove ha giocato una stagione da titolare conquistando la promozione in Primeira Liga. Il 10 agosto 2024 ha debuttato nella massima divisione portoghese contro il Nacional ma un mese più tardi ha fatto ritorno in Brasile a titolo definitivo all'Internacional.

## Statistiche
Statistiche aggiornate al 31 ottobre 2024.

### Presenze e reti nei club
| Stagione        | Squadra         | Campionato      | Campionato | Campionato | Coppe nazionali | Coppe nazionali | Coppe nazionali | Coppe continentali | Coppe continentali | Coppe continentali | Altre coppe | Altre coppe | Altre coppe | Totale | Totale | Totale |
| Stagione        | Squadra         | Comp            | Pres       | Reti       | Comp            | Pres            | Reti            | Comp               | Pres               | Reti               | Comp        | Pres        | Reti        | Pres   | Reti   |        |
| --------------- | --------------- | --------------- | ---------- | ---------- | --------------- | --------------- | --------------- | ------------------ | ------------------ | ------------------ | ----------- | ----------- | ----------- | ------ | ------ | ------ |
| 2020-2021       | Felgueiras 1932 | CdP             | 22         | 1          | CP              | 1               | 0               | -                  | -                  | -                  | -           | -           | -           | 23     | 1      |        |
| 2021-2022       | Real SC         | TL              | 22         | 0          | CP              | 1               | 0               | -                  | -                  | -                  | -           | -           | -           | 23     | 0      |        |
| 2022-2023       | Nacional        | LdH             | 32         | 3          | CP+CdL          | 6+3             | 1+0             | -                  | -                  | -                  | -           | -           | -           | 41     | 4      |        |
| 2023-2024       | AVS             | LdH             | 33+2       | 0          | CP+CdL          | 1+4             | 0               | -                  | -                  | -                  | -           | -           | -           | 40     | 0      |        |
| ago. 2024       | AVS             | PL              | 2          | 0          | CP+CdL          | 0               | 0               | -                  | -                  | -                  | -           | -           | -           | 2      | 0      |        |
| 2024            | Internacional   | A               | 5          | 0          | CB              | 0               | 0               | CS                 | 0                  | 0                  |             | -           | -           | 5      | 0      |        |
| Totale carriera | Totale carriera | Totale carriera | 118        | 4          |                 | 16              | 1               |                    | 0                  | 0                  |             | -           | -           | 134    | 5      |        |

## Palmarès
- Campionato Gaúcho: 1

Internacional: 2025